# 금속무기골격체
금속무기골격체(金屬無機骨格體, metal-inorganic framework, MIF)는 금속 이온이나 금속을 포함한 뭉치가 무기 리간드로 연결된 다공성 물질로 배위 고분자의 일종이다. 유사한 것으로 리간드가 유기물인 금속유기골격체(金屬有機骨格體, metal-organic framework, MOF)가 있다.